# Belmont Veterans Memorial Pier
La Belmont Veterans Memorial Pier est une jetée située à Belmont Heights (en), dans la ville de Long Beach, en Californie.
La jetée devrait accueillir les épreuves de voiles aux Jeux olympiques d'été de 2028.